# Robert Dazzi
Robert Dazzi (ur. 7 sierpnia 1926, zm. 5 września 1982) – francuski judoka.
Uczestnik mistrzostw świata w 1958. Zdobył cztery medale mistrzostw Europy w latach 1955 – 1958, a tym jeden w drużynie. Mistrz Francji w 1960 roku.